# 紀元前32年
紀元前32年（きげんぜん32ねん）は、ユリウス暦では月曜日から始まる平年である。

## 他の紀年法
- 干支 : 己丑
- 日本
  - 崇神天皇66年
  - 皇紀629年
- 中国
  - 前漢 : 建始元年
- 朝鮮
  - 高句麗 : 東明聖王6年
  - 新羅 : 赫居世26年
  - 檀紀2302年
- 仏滅紀元 : 512年
- ユダヤ暦 : 3729年 - 3730年

## できごと

### ローマ
- グナエウス・ドミティウス・アヘノバルブスとガイウス・ソシウスが執政官であった。
- 7月 - 元老院がマルクス・アントニウスとクレオパトラ7世に宣戦布告した。アウグストゥスはドゥクスに任命された。